# Compact tương đối
Một tập {\displaystyle A} trong không gian tôpô {\displaystyle X} gọi là compact tương đối nếu bao đóng của {\displaystyle A}, ký hiệu là {\displaystyle {\text{cl}}(A)} hoặc {\displaystyle {\ce {\overline {A}}}}, là tập compact.
Ví dụ:
- Trong không gian {\displaystyle \mathbb {R} ^{n}}, một tập là tập compact tương đối khi và chỉ khi nó bị chặn.
- Trong không gian metric đầy đủ, một tập là tập compact tương đối khi và chỉ khi nó hoàn toàn bị chặn (tức là có thể phủ nó bằng một số hữu hạn các hình cầu có cùng bán kính nhỏ tùy ý cho trước. Điều này cũng tương đương với mọi dãy trong tập đó đều có thể rút ra được một dãy con là dãy Cauchy).